# Dennis Siver
Dennis Siver (Russisk: Дмитрий Сивер, født 13. januar 1979 i Omsk, Russiske SFSR i Sovjetunionen) er en russisk-tysk MMA-udøver, som har konkurreret i organisationen Ultimate Fighting Championship (UFC). Han kæmper på nuværende tidspunkt i fjervægts-klassen i Absolute Championship Berkut. Hans største sejr er over veteranen, B.J. Penn, som han slog via en tæt dommerafgørelse, den 25. juni, 2017 på UFC Fight Night: Chiesa vs. Lee.

## Ultimate Fighting Championship
Siver skulle have mødt Sam Stout on 29. oktober, 2011 at UFC 137. Men det blev offentliggjort den 29. august at Stout havde meldt afbud på kampen og blev erstattet af veteranen Donald Cerrone. Siver tabte via submission i 1. omgang.
Siver mødte Conor McGregor den 18. januar, 2015 på hovedkampen på UFC Fight Night: McGregor vs. Siver. Siver tabte kampen via TKO i 2. omgang.
Siver skulle have ødt den tilbagevendende veteran B.J. Penn den 4. juni, 2016 på UFC 199. Men Siver måtte melde afbud i starten af maj på grund af en ukendt skade. Kampen mod Penn blev udskudt og fandt endelig sted den 25. juni, 2017 på UFC Fight Night: Chiesa vs. Lee. Siver vandt kampen via en tæt dommerafgørelse.

## Absolute Championship Berkut
Siver valgte ikke at fornye kontrakten med UFC i november 2017 og skrev i stedet kontrakt med ACB.
Siver skulle have gjort sin ACB-debut den 25. november 2017 på ACB 75 mod Martin van Staden, men meldte afbud på grund af en skulderskade.